# Afsluitdijk

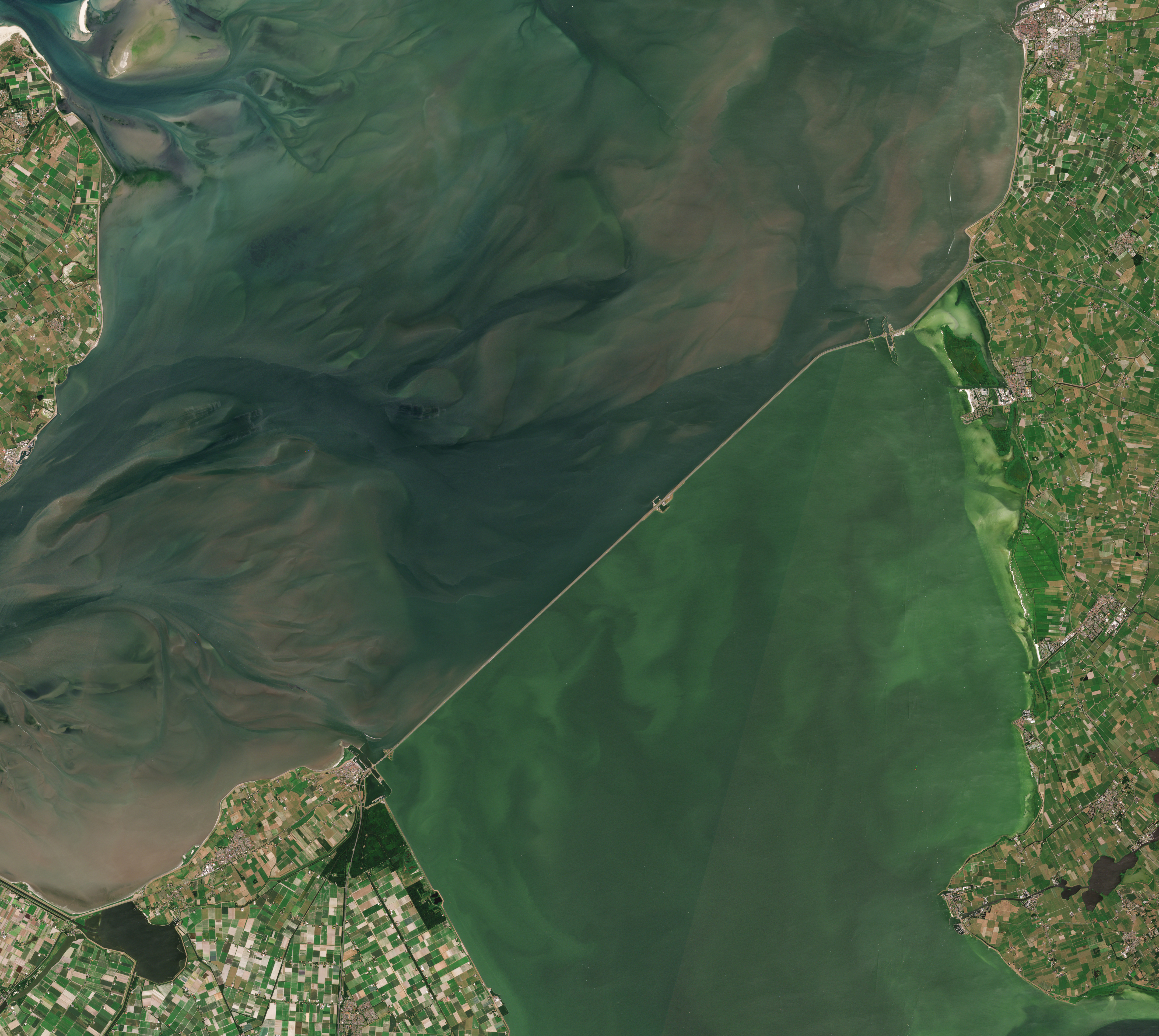
A műholdfelvételen is jól látszik

Az Afsluitdijk (ejtsd [ˈɑfslœydɛik ], kb.: afszlaötdejk, jelentése „zárógát”) egy gát Hollandiában, ami 1927 és 1933 között épült Cornelis Lely és Hendrik Lorentz tervei alapján. Az Észak-Holland tartománybeli Den Oever falu és a frízföldi Zurich falu között húzódik 32 kilométer hosszan és 90 méter szélességben, a tengerszint felett 7,25 méterrel.
Az Afsluitdijk választja el a Zuiderzeet („déli tenger”), Hollandia egykori beltengerét (a mai IJssel-tavat) az Északi-tengertől.

## Története
A 19. század végétől több kutató is foglalkozott azzal a kérdéssel, hogy van-e lehetőség a Zuiderzee feltöltésére. Egyik kimagasló vezetőjük, Cornelis Lely mérnök 1891-ben készítette az első tervet a Zuiderzee lezárására.
1913-ban, amikor Lely vízügyi miniszter volt, a terv bekerült a kormányprogramba, a halászok tiltakozása ellenére. 1916-ban egy nagy vihar nyomán az Északi-tenger elöntötte a holland mélyföldeket mintegy tízezer áldozatot követelve. Két évvel később a parlament elfogadta az építésről szóló terveket.
1920 júniusában tették meg az első lépést: ekkor épült meg a két és fél kilométer hosszú Amsteldiepdijk nevű gát Észak-Holland partja és Wieringen sziget között. Ebben a projektben hasznos tapasztalatokat szereztek: felismerték, hogy zárógátat leginkább kavicsos morénaagyagból, mintsem csak homokos agyagból lehet építeni. Mindemellett ez az anyag bőséggel állt rendelkezésre a környéken: csak össze kellett kaparni a tengerfenékről.
A munkát négy ponton kezdték: a két szárazföldi oldalon és két mesterséges szigeten (Kornwerderzandon és Breezandon), amiket a leendő gát tervezett vonalán hoztak létre. Ettől kezdve a gát lassan növekedett, ahogy teherhajókról kavicsos morénaagyagot szórtak a nyílt tengerbe két párhuzamos vonalon. A két töltés közét aztán feltöltötték homokkal, és amint ez a felszín fölé emelkedett, befedték még egy réteg morénaagyaggal. A létrejött gátat ezután bazaltsziklákkal erősítették meg az alapzatánál. Később a gátat még tovább magasították homokkal, végül a felületét agyaggal fedték be, amire füvet telepítettek.
Az építés a vártnál is jobban haladt. A gát kijelölt vonalának három pontján mélyebb vízalatti árkok voltak és ezeken a helyeken az árapály erős áramlásokat okozott. Ezt komoly problémának tartották, de végül viszonylag könnyen áthidalható akadálynak bizonyult. 1932. május 28-án, két évvel a tervezett időpont előtt, a Zuiderzee megszűnt létezni, amint az Afsluitdijk utolsó nyílását is lezárták. Az IJssel-tó megszületett, bár kezdetben még sós volt a vize.
Ezzel azonban a gát még nem készült el teljesen: tovább kellett emelni a szintjét, amíg el nem érte a megszabott magasságot, és megépítésre várt még a Frízföldet és Észak-Holland tartományt összekötő út (ma az A7/E22-es autópálya). A gátat 1933. szeptember 25-én nyitották meg hivatalosan, egy emlékművel megjelölve azt a helyet, ahol majd másfél évvel korábban lezárták a gátat az utolsó konténer agyaggal.
Körülbelül 23 millió m³ homokot, 13,5 millió m³ morénaagyagot és másfél millió terméskövet használtak fel az építéshez, és az évek során átlagosan négy-ötezer munkást alkalmaztak naponta, ami némiképp enyhített a nagy gazdasági világválság okozta munkanélküliségen.
Magán a töltésen kívül az építmény szükségszerű része volt egy-egy hajózsilip és egy-egy zsilipsor a gát mindkét oldalán. Az Észak-Holland felőli oldalon három sorban öt-öt zsilip sorakozik, míg a Frízföld felőli oldalon, az egykori Kornwerderzand sziget helyén két sorban öt-öt zsilip, az Afsluitdijken tehát összesen huszonöt zsilip van. Az IJssel-tó rendszeres lecsapolására azért van szükség, mert annak vizét folyamatosan táplálják a folyók (elsősorban az IJssel folyó).

## Eredmények

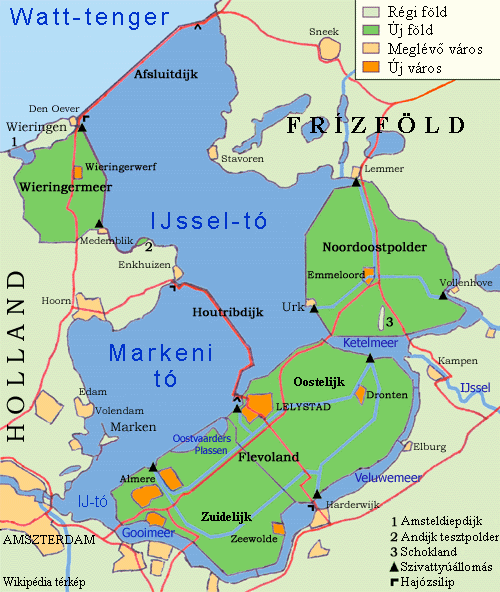
Az IJssel-tó és a polderek (zöld)

Az Afsluitdijk megépítésével lehetővé vált az IJssel-tó lecsapolása és részleges feltöltése. Mintegy 1650 km²-t hódítottak el a tengertől. Észak-Holland tartomány egy része és a teljes Flevoland tartomány ezeken a tengerszint alatti poldereken fekszik. A polderek földjét művelik, rajta városok (Lelystad, Almere, Dronten stb.), falvak állnak.
A holland nyelvben egyébként a dijk szó olyan gátat jelent, ami a szárazföldet védi a tengertől (tehát aminek az egyik oldalán víz, a másikon szárazföld van), és ami a holland partokon is szinte mindenhol látható. Azt a gátat, ami a vízszintet szabályozza (tehát aminek mindkét oldalán víz van), a dam szóval illetik, így tulajdonképpen az Afsluitdijket is Afsluitdamnak kellene hívni. Az eredeti tervek szerint ugyanis a teljes IJssel-tavat fel akarták tölteni, az Afsluitdijk valóban dijk lett volna. A terv a környezetvédők és a halászok tiltakozása miatt nem valósult meg.

## Látnivalók

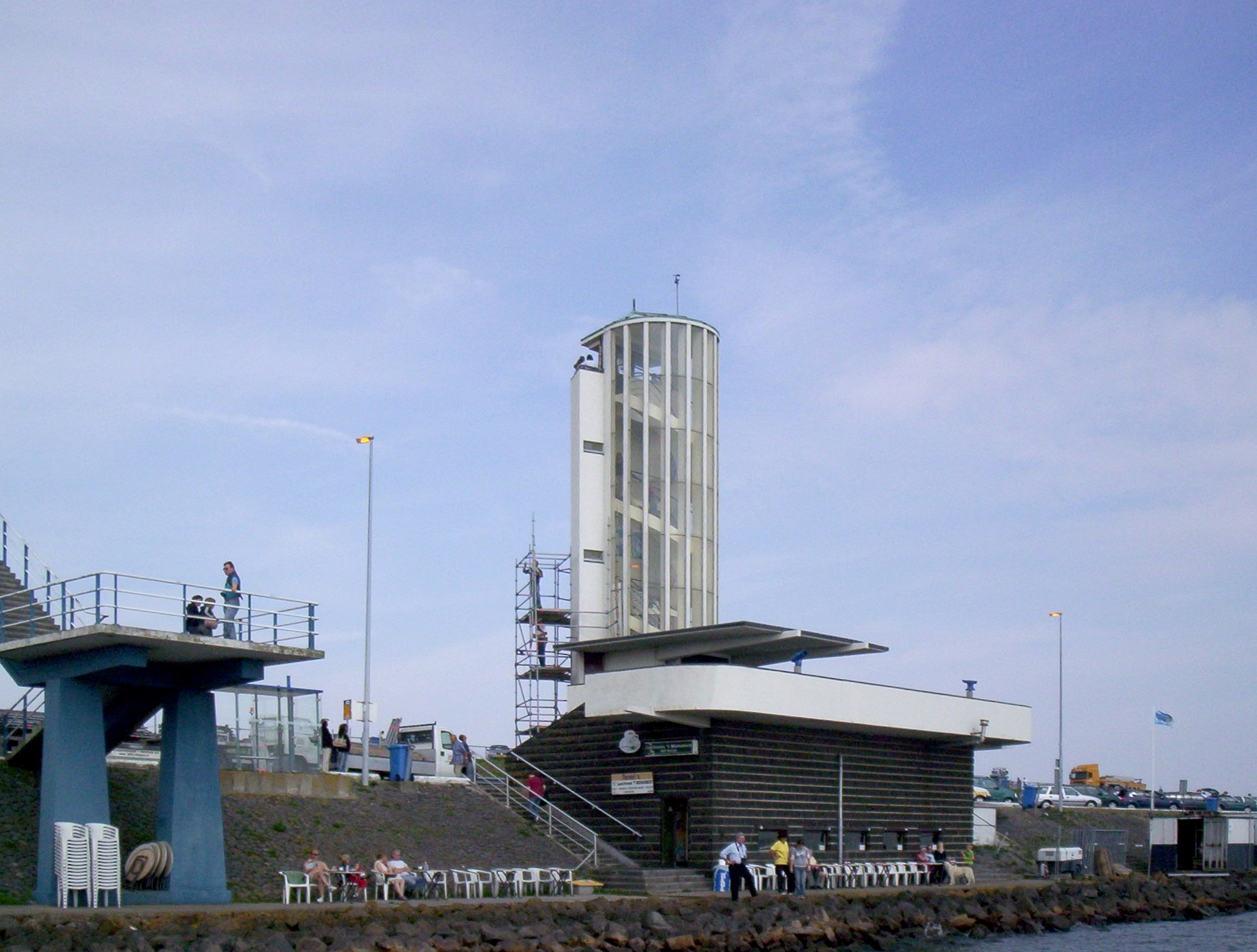
A kilátó

Mint a maga nemében egyedülálló építmény, az Afsluitdijk turistalátványosságként is ismert. Északi oldalán teljes hosszában egy töltés húzódik, a déli oldalon, mivel az IJssel-tó vízszintjét szabályozzák, erre nincs szükség. Ma a gát 32 kilométerén kétsávos autópálya (A7/E22) és az északi oldalon bicikliút vezet végig. 
Az egykori Breezand sziget helyén, körülbelül a gát felénél található a Breezanddijk nevű pihenőhely. Itt egy kis presszó és egy benzinkút mellett egy kilátótórony is fogadja az utazókat. A kilátó alatt látható a már említett emlékmű, melynek felirata: Een volk dat leeft bouwt aan zijn toekomst ("Az élő nép a jövőjének épít").